# Умарсултанов, Вахит Османович
Ва́хит (Вахи́д) Осма́нович (Осма́евич) Умарсулта́нов (род. 20 августа 1950, Казахская ССР) — советский и российский чеченский художник, Заслуженный художник Российской Федерации (2002), народный художник Чеченской Республики (2016), председатель Союза художников Чеченской Республики, председатель чеченского регионального отделения Союза художников России, секретарь Союза художников России, член Союза художников СССР, участник международных, всесоюзных, всероссийских и региональных выставок, лауреат премии Правительства Российской Федерации в области культуры за 2012 год. Выходец из тайпа Цонтарой.

## Биография
Родился 20 августа 1950 года в Казахстане, где его семья находилась в годы депортации. После восстановления Чечено-Ингушской АССР в конце 1950-х годов семья вернулась в Чечено-Ингушетию.
В 1970 году окончил Пензенское художественное училище имени К. А. Савицкого. После окончания училища работал преподавателем рисования в школе-интернате. Тогда же его работы стали появляться на республиканских и зональных выставках в столицах республик Северного Кавказа.
В 1982 году стал членом Союза художников СССР. В начале 1990-х годов стал председателем Союза художников Чеченской Республики.
В 2010 году награждён медалью «За заслуги перед Чеченской Республикой».
В 2012 году был удостоен Премии Правительства Российской Федерации в области культуры.

## Творчество

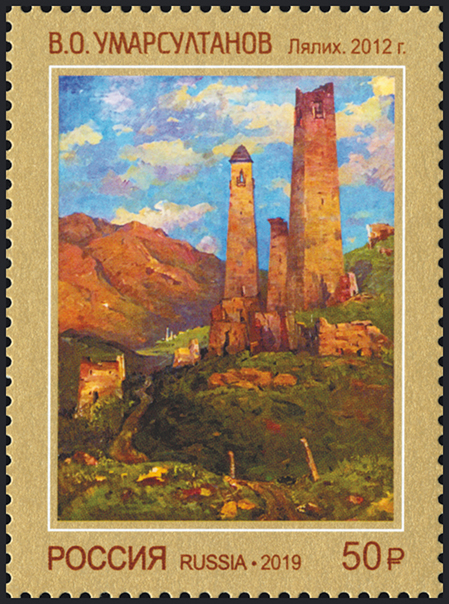
Картина «Лялих» 2012 года на российской марке 2019 года

В 70-х годах XX века живописные работы В. Умарсултанова начали появляться на выставках республики. Все картины Вахита были пронизаны любовью к родной земле, её красоте, и эти работы обратили на себя внимание и на зональных выставках в столицах северокавказских республик. Картины художника были представлены на выставках в Германии и Сирии.
В начале 1990-х годов, когда в республике к власти пришел Д.Дудаев, в самое трудное время, он возглавил Союз художников Чечни. В декабре 2000 — январе 2001 года личными усилиями В. Умарсултанова, художники из Чечни участвовали во всероссийской художественной выставке «Имени твоему». В экспозиции были представлены и работы самого В. Умарсултанова — четыре картины, среди них и «Калаус» — одна из лучших его работ.
В мае 2002 года, на выставке чеченских художников, проходившей в залах Российской Академии художеств в Москве, любители живописи познакомились с новыми картинами В. Умарсултанова. Организацией этой выставки он занимался более двух лет. Он собрал работы многих чеченских художников по всей России. Несмотря на загруженность работой по линии Союза художников, В. Умарсултанов находит время для творчества. Его пейзажи легко узнаются на выставках.